# 格里特·尤拉克
格里特·尤拉克（德語：Grit Jurack，1977年10月22日—），德国女子手球運動員，亦是德國國家女子手球隊隊員，司職右衞。曾在2007年世界女子手球錦標賽奪得最佳得分球員，並入選該屆賽事的全明星隊；並為德國隊奪得季軍。

## 歐洲手球錦標賽
在2004年歐洲女子手球錦標賽尤拉克入選該屆賽事的全明星隊，並當選最佳右衛；該屆德國隊奪得第五名。兩年後，她再次代表國家參加2006年歐洲女子手球錦標賽，球隊最終贏得第四名。2008年，尤拉克入選歐錦賽的全明星隊，並當選最佳右衛；亦助德國隊奪得該屆的殿軍。